# Evart
Evart é uma cidade localizada no estado americano de Michigan, no Condado de Osceola.

## Demografia
Segundo o censo americano de 2000, a sua população era de 1738 habitantes.
Em 2006, foi estimada uma população de 1719, um decréscimo de 19 (-1.1%).

## Geografia
De acordo com o United States Census Bureau tem uma área de
5,3 km², dos quais 5,2 km² cobertos por terra e 0,1 km² cobertos por água. Evart localiza-se a aproximadamente 307 m acima do nível do mar.

## Cinema
A cidade ficou mundialmente conhecida após o filme Jerry e Marge: As chaves vencedoras, que conta a história de um casal de aposentados que descobriu uma brecha na loteria Winfall.

## Localidades na vizinhança
O diagrama seguinte representa as localidades num raio de 24 km ao redor de Evart.